# Championnat du Liban de football 2014-2015
Navigation
Saison précédente Saison suivante
La saison 2014-2015 du Championnat du Liban de football est la cinquante-cinquième du championnat de première division libanaise. Le championnat regroupe les douze meilleures formations du pays au sein d'une poule unique où elles s'affrontent deux fois, à domicile et à l'extérieur. En fin de saison, les deux derniers du classement sont relégués et remplacés par les deux meilleurs clubs de deuxième division.
C'est le club d'Al Ahed Beyrouth qui remporte le championnat cette saison après avoir terminé en tête du classement final avec huit points d'avance sur Al-Ansar Club et douze sur le tenant du titre, Nejmeh SC. Il s'agit du quatrième titre de champion du Liban de l'histoire du club.

## Les clubs participants
| - Al-Ansar Club - Safa Beyrouth - Nejmeh SC - Shabab Al Sahel - Tripoli SC - Al-Akhaa Al-Ahli Aley | - Salam Zgharta - Al Tadamon Tyr - Nabi Sheet - Promu de D2 - Al Ahed Beyrouth - Racing Club de Beyrouth - Shabab Al-Ghazieh - Promu de D2 |

## Compétition

### Classement
| Rang | Équipe                  | Pts | J  | G  | N | P  | Bp | Bc | Diff |
| ---- | ----------------------- | --- | -- | -- | - | -- | -- | -- | ---- |
| 1    | Al Ahed Beyrouth        | 51  | 22 | 16 | 3 | 3  | 42 | 10 | +32  |
| 2    | Al-Ansar Club           | 43  | 22 | 13 | 4 | 5  | 31 | 19 | +12  |
| 3    | Nejmeh SCT              | 39  | 22 | 11 | 6 | 5  | 26 | 18 | +8   |
| 4    | Tripoli SCC             | 33  | 22 | 10 | 3 | 9  | 36 | 24 | +12  |
| 5    | Safa Beyrouth           | 30  | 22 | 8  | 6 | 8  | 26 | 28 | -2   |
| 6    | Nabi SheetP             | 30  | 22 | 8  | 6 | 8  | 30 | 36 | -6   |
| 7    | Salam Zgartha           | 27  | 22 | 7  | 6 | 9  | 32 | 40 | -8   |
| 8    | Shabab Al Sahel         | 24  | 22 | 7  | 3 | 12 | 25 | 28 | -3   |
| 9    | Shabab Al-GhaziehP      | 24  | 22 | 6  | 6 | 10 | 29 | 38 | -9   |
| 10   | Racing Club de Beyrouth | 23  | 22 | 6  | 5 | 11 | 18 | 30 | -12  |
| 11   | Al Tadamon Tyr          | 22  | 22 | 5  | 7 | 10 | 17 | 30 | -13  |
| 12   | Al Akha Ahly            | 20  | 22 | 5  | 5 | 12 | 18 | 29 | -11  |

|  | Qualification pour le tour préliminaire de la Ligue des champions de l'AFC 2016 |
|  | Qualification pour la Coupe de l'AFC 2016                                       |
|  | Relégation en deuxième division                                                 |
|  | T : Tenant du titre C : Vainqueur de la Coupe du Liban P : Promu de D2          |

## Bilan de la saison
| Championnat du Liban de football 2014-2015                        |                             |
| Champion                                                          | Al Ahed Beyrouth (5e titre) |
| Coupes et trophées                                                |                             |
| Vainqueur de la Coupe du Liban 2014-2015                          | Tripoli SC                  |
| Qualifications continentales                                      |                             |
| Ligue des champions de l'AFC 2016                                 | Al Ahed Beyrouth            |
| Coupe de l'AFC 2016                                               | Tripoli SC                  |
| Promotions et relégations                                         |                             |
| Promus en Premier League                                          | Al Ijtima'ih Tripoli        |
| Promus en Premier League                                          | Al Hikma                    |
| Relégués en Championnat du Liban de football de deuxième division | Al Tadamon Tyr              |
| Relégués en Championnat du Liban de football de deuxième division | Al Akha Ahly                |